# أسامة السعيد
أسامة السعيد السعيد قرطام ويشتهر أسامة السعيد (مواليد 12 أكتوبر 1980 في القاهرة) هو كاتب مصري.

## دراسته
درس الإعلام بجامعة القاهرة وحصل على بكالوريوس الصحافة من كلية الإعلام عام 2001. وحصل على درجة الماجستير في الصحافة من كلية الإعلام بجامعة القاهرة عام 2011. وعام 2017، حصل السعيد على درجة الدكتوراه من كلية الإعلام بجامعة القاهرة بتقدير امتياز مع مرتبة الشرف الأولى عن رسالته بعنوان «صورة الإسلام السياسي في الصحافة العربية وانعكاسها على اتجاهات الجمهور في مرحلة الثورات العربية»، وضمّت لجنة المناقشة والتحكيم الدكتور محمد حسام الدين إسماعيل.

## حياته المهنية
اشتغل بالصحافة أثناء دراسته في عدة مؤسسات صحفية مصرية، وعمل بعد تخرجه مباشرة عام 2001 بمؤسسة أخبار اليوم، والتحق بنقابة الصحفيين المصريين. بدأ كتابة القصة القصيرة خلال سنوات دراسته الجامعية، ونشرت له العديد من الأعمال ببعض الدوريات الأدبية مثل جريدة «أخبار الأدب» ومجلة «القصة» ومجلة «الثقافة الجديدة» وجريدة «أخبار اليوم» وجريدة «الحياة» اللندنية. نشرت أولى رواياته عام 2015 بعنوان «رواق البغدادية».

## مؤلفاته
- «ما قبل السقوط: كواليس قصر العروبة» (مذكرات سياسية)، 2013[6]
- «خطايا مبارك السبعة» (دراسة سياسية)، 2013[7]
- «هيت لك» (مجموعة قصصية)، 2014[8]
- «رواق البغدادية» (رواية)، 2015[9]
- «الربيع الزائف: الثورات وأزمة الإصلاح في الوطن العربي»، 2016[10]
- «دواعش عبر التاريخ: قصة الإرهاب والتطرف في العالم»، 2017[11]
- «إمبراطورية الدم: حقيقة الوجود التركي في المنطقة العربية»، 2020[12]

## جوائز
- جائزة القصة القصيرة، كلية الإعلام بجامعة القاهرة، 1999–2001
- جائزة القصة القصيرة، المنتدى الأدبي لجامعة القاهرة، 2000
- جائزة الطالب المثالي، كلية الإعلام جامعة القاهرة، 2000
- جائزة التميز الصحفي في مجال التحقيقات الاجتماعية، الهيئة المصرية العامة للإستعلامات حول المشكلة السكانية في مصر، 2004
- جائزة أفضل حوار صحفي في مجال دعم قضايا الإعاقة، جمعية «شموع» لحقوق الإنسان ورعاية المعاقين بالتعاون مع مشروع مبادرات الحماية الاجتماعية والبنك الدولي، 2005
- المركز الأول، جائزة الشارقة للإبداع العربي في مجال الرواية، 2015[13][14]
- جائزة إحسان عبد القدوس الأدبية، مجال الرواية، 2017[15][16][17]
- جائزة الصحافة الاقتصادية في مسابقة التفوق الصحفي، شهادة تقدير تشجيعية، 2017[18]